# Mols Bjerge, Danmark
Mols Bjerge är ett kulligt naturområde i Danmark. Det ligger på halvön Mols i Syddjurs kommun, Region Mittjylland, i den centrala delen av landet, 140 km väster om Köpenhamn. Mols Bjerge är en del av Nationalpark Mols Bjerge. Nationalparken omfattar dock betydligt större område än Mols Bjerge.
De två högsta topparna i Mols Bjerge är:
- Agri Bavnehøj - 137 meter över havet
- Trehøje - 126 meter över havet